# Davy Crockett

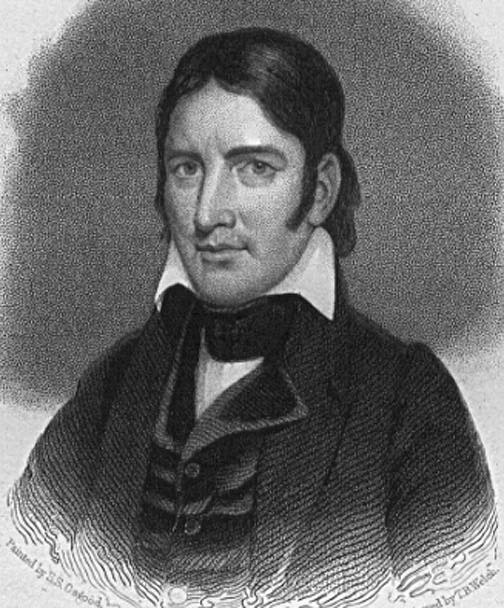
Davy Crockett

David „Davy“ Crockett (* 17. August 1786 in Greene County, damals State of Franklin, heute Tennessee; † 6. März 1836 in San Antonio, Republik Texas) war ein amerikanischer Politiker und Kriegsheld. Er vertrat den westlichsten Teil des Bundesstaates Tennessee im US-Repräsentantenhaus und starb während oder nach der Schlacht von Alamo.

## Leben

### Frühe Jahre

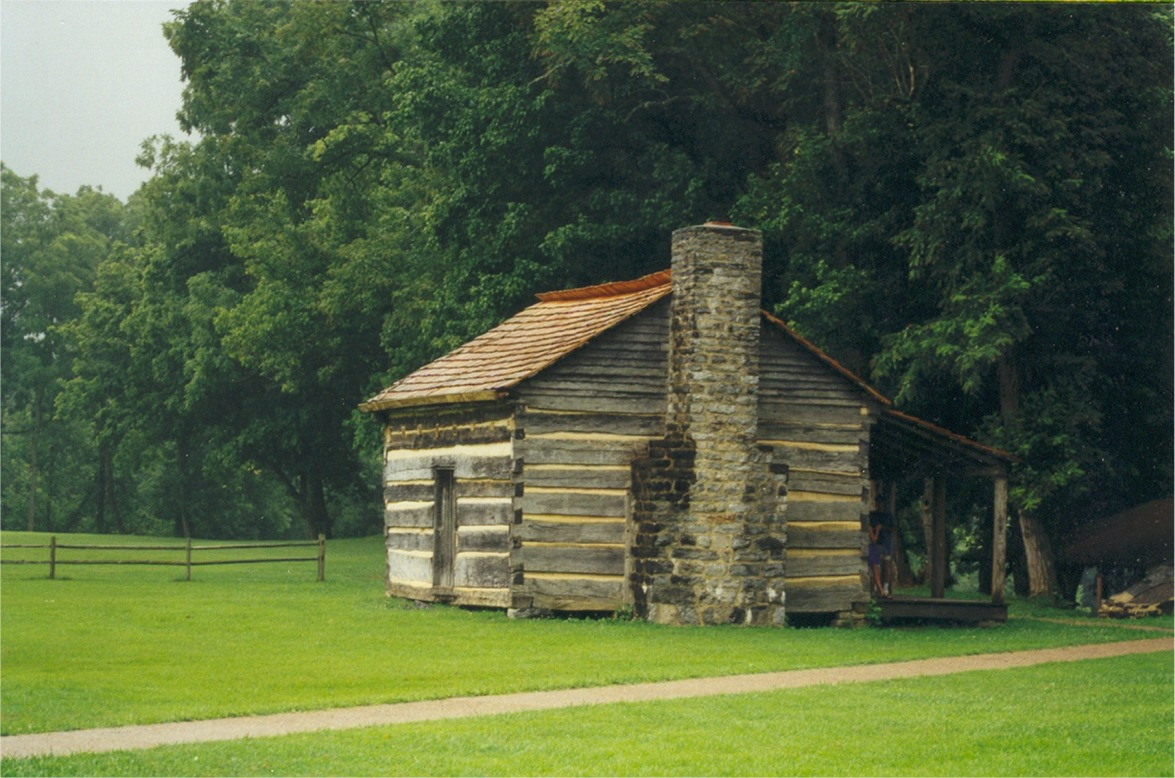
Davy Crocketts Geburtshaus (Rekonstruktion)

Crockett wurde im Greene County im nur vier Jahre existierenden State of Franklin geboren. Seine Vorfahren waren französische Hugenotten, die während der Reformation Frankreich verlassen und sich in Ulster niedergelassen hatten. Dort änderte der Urururgroßvater Antoine de Saussure Peronette de Crocketagne den Namen dann vor 1735 von de Crocketagne in Crockett. David war das fünfte von neun Kindern und hatte fast keine Ausbildung. Nach den körperlichen Maßstäben des frühen 19. Jahrhunderts galt Crockett als großer Mann; er war ungefähr 1,78 m groß und er wog etwa 86 Kilogramm.
Am 24. September 1813 trat er in das 2. Regiment der Tennessee Volunteer Mounted Riflemen (engl. für Freiwillige Berittene Schützen von Tennessee) ein, sein Dienst dauerte aber nur 90 Tage. Crocketts Befehlshaber war General Andrew Jackson, der 1829 US-Präsident werden sollte. Crockett nahm am Feldzug gegen die Muskogee-Indianer teil.
1815 starb seine Ehefrau Polly mit 27 Jahren. Das Ehepaar hatte drei Kinder, und im selben Jahr heiratete Crockett Elizabeth Patton, mit der er vier weitere Kinder hatte.

### Politischer Aufstieg
Crocketts politische Karriere begann als Magistrat in seiner Heimatgemeinde. Dort beseitigte er die Korruption. Kurz danach wurde er 1826 und 1828 als Abgeordneter des neunten Wahlbezirks von Tennessee in das US-Repräsentantenhaus gewählt. Damals war seine Heimatregion von Weißen nur dünn besiedelt. Arme Pioniere waren oftmals illegale Landbesetzer („squatters“), die kein offiziell anerkanntes Recht hatten, auf „ihren“ Grundstücken zu bleiben. Darüber hinaus steckten sie in einer Art Teufelskreis: Da sie keine Grundstücke besaßen, durften sie keine kaufen. Crockett unterstützte die Interessen der Squatterbewegung.
Crockett geriet bald in Konflikt mit seinem ehemaligen Befehlshaber, US-Präsident Andrew Jackson, als er sich dem Indian Removal Act entgegenstellte. Jackson wollte dieses Gesetz verabschieden, weil er alle Indianer hasste und deswegen verdrängen wollte; dahingegen befürwortete Crockett eine friedliche Koexistenz. Dennoch war das neue Gesetz bei der weißen Bevölkerung sehr populär, und 1830 verlor Crockett seinen zweiten Wahlkampf. 1832 wurde er aber wiedergewählt, diesmal als Vertreter der National Republican Party für den zwölften Distrikt seines Staates.

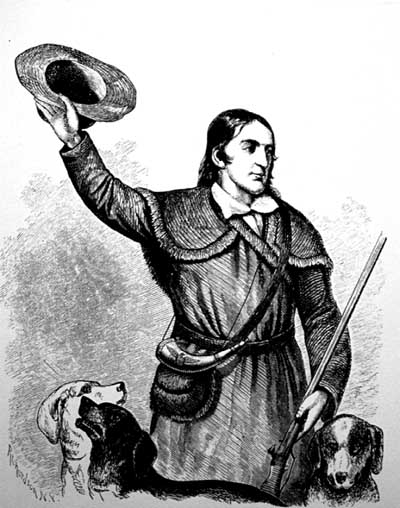
Davy Crockett 1834

1834 veröffentlichte er seine Memoiren, „A Narrative of the Life of David Crockett.“ Da er zu viel Zeit an der Ostküste verbracht hatte, um das Buch zu schreiben, verlor er die Wahl wieder. Daraufhin sagte er erbost, „Ihr könnt zur Hölle fahren; ich fahre nach Texas!“ Er entschloss sich, die Revolution der Texaner gegen Mexiko zu unterstützen und daran teilzunehmen. Die Texaner, von Sam Houston geführt, wollten ihr neu besiedeltes Territorium von Mexiko loslösen und ihren eigenen Staat gründen, der auch von den USA unabhängig sein sollte. Crockett verließ im November 1835 Tennessee und ging nach Texas. Am 14. Januar 1836 legten Crockett und 65 andere Männer einen Eid auf die provisorische texanische Regierung ab. Jedem Mann versprach die Regierung als Gegenleistung 19 Quadratkilometer Land.

### Tod in Alamo
Am 6. Februar 1836 ritt Crockett mit zwölf Männern nach San Antonio de Bexar (Bejar). Die Schlacht von Alamo, eine alte mexikanische Festung, begann am 23. Februar. Crocketts Aufgabe war es, die südliche Palisade vor der Kapelle zu verteidigen. Die Texaner zählten zwischen 180 und 250 Kämpfer. Für sie war die Lage hoffnungslos, wenn nicht zusätzliche Truppen aus der Stadt Goliad kämen, denn ihnen standen zwischen 1.300 und 1.600 mexikanische Soldaten unter dem mexikanischen Präsidenten und Oberbefehlshaber General Antonio López de Santa Anna gegenüber. Die Verstärkung kam nie an. Die Alamoschlacht war eine Niederlage für die Texaner, obwohl sie schließlich den Krieg gewannen. Nach der populären Legende starb Crockett im Kampf. 1955 erschienen aber neue Beweise (das Tagebuch von José Enrique de la Peña). Heutige Historiker glauben, dass der mexikanische General Manuel Fernández Castrillón nach der Schlacht Crockett, Jim Bowie und die anderen Führer der texanischen Revolution festnahm. Am folgenden Tag soll man Crockett und die anderen Texaner auf Befehl General Santa Annas erschossen haben.
1838 ging sein Sohn Robert Patton Crockett nach Texas, um seine Erbschaft zu verwalten. 1854 kam Elizabeth Crockett nach Texas, wo sie 1860 starb.
Davy Crockett war Freimaurer und Mitglied der texanischen „Holland Lodge No. 1“.

## Crockett in der Erinnerungskultur
David Crockett, der bereits zu Lebzeiten eine Legende war, wurde über seinen Tod hinaus zu einem amerikanischen Mythos. Seine überlieferten Sprüche veröffentlichte man im Zeitraum 1835 bis 1856. Der wohl bekannteste davon lautete: „Versichere dich, ob du recht hast, dann geh voran!“ („Always be sure you are right, then go ahead.“)

### Film
In den 1950er Jahren drehte Walt Disney eine Fernsehserie über Crocketts Leben, in der Fess Parker diesen darstellte. Disney bezeichnete Crockett wie im Volksmund als „Davy“. In der Serie wird seine politische Laufbahn heruntergespielt, Crockett erscheint als ein Abenteurer mit einer gehörigen Portion Bauernschläue, ein ernsthafter, würdevoller Mensch, dem Wortwitz und Selbstironie nicht abgehen. Die Disney-Figur war sehr beliebt. Man komponierte sogar eine Ballade, The Ballad of Davy Crockett, die die Geschichte seines ganzen Lebens in zwanzig Versen erzählt.
Aus den Fernsehfilmen wurden zwei Kinofilme zusammengeschnitten, die in Deutschland unter den Titeln Davy Crockett, König der Trapper und Flußpiraten auf den Leinwänden zu sehen waren.
Im Jahre 1960 spielte John Wayne in seinem Film Alamo den amerikanischen Nationalhelden Crockett. Knapp 45 Jahre später stellte Billy Bob Thornton Crockett in der neuen Kinoproduktion Alamo – Der Traum, das Schicksal, die Legende (2004) über die Geschehnisse um die legendäre Schlacht von Alamo dar.
In einer Episode der Fernsehserie Star Trek: Deep Space Nine wird seine Geschichte wiedergegeben und in eine Rahmenstory verpackt.
In der 5. Episode Alamo (Staffel 1) der Serie Timeless erzählt Davy Crockett im Fort Alamo eine seiner legendären Geschichten.

### Musik
Als Volksheld fand Crockett auch Eingang in die populäre Musik, wie dies besonders in dem großen Nummer 1-US-Pop-Hit der 1950er Jahre The Ballad of Davy Crockett zum Ausdruck kam, der in zahlreichen Versionen u. a. gesungen von Bill Hayes (Original von 1955 in Anlehnung an die populäre Abenteuer-TV-Serie über Crockett), gefolgt von Tennessee Ernie Ford und den Sons of the Pioneers vorliegt, oder in Remember The Alamo von Jane Bowers (gesungen von The Kingston Trio, Donovan und Johnny Cash).
Eine umgetextete Variante fand 2009 als The Ballad of Davy Crockett (in Outer Space) Eingang in das Album „Here Comes Science“ der They Might Be Giants.
Ebenso erwähnte Billy Joel in seinem Hit We Didn’t Start the Fire den Volkshelden maßgebend für das Jahr 1955, in welchem eine von Walt Disney produzierte Fernsehserie startete.

### Waffentechnik
Nach Crockett war die taktische Kernwaffe M28/M29 der US-Armee benannt.